# Institute of Noetic Sciences
 (juillet 2018).

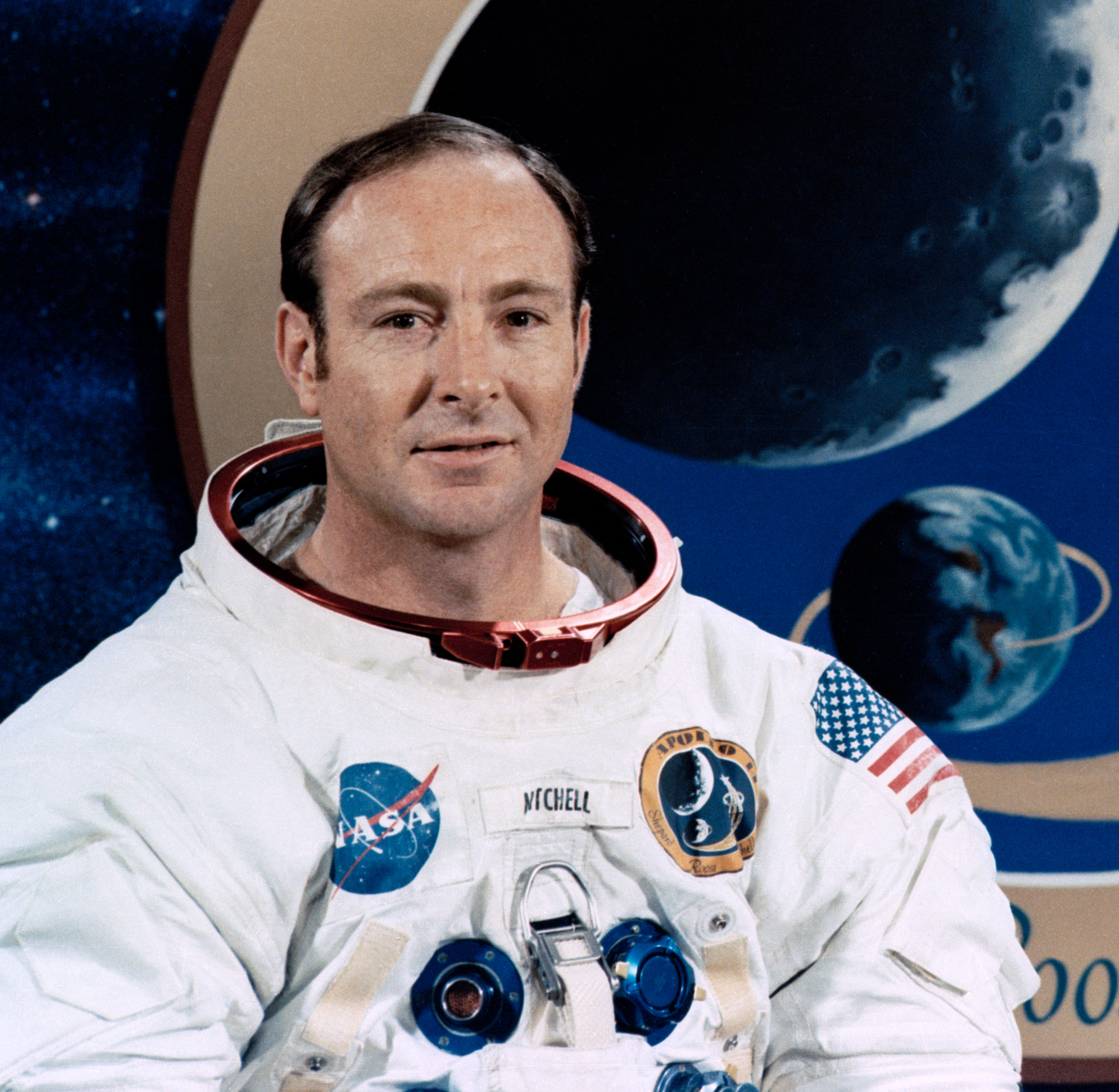
Edgar Mitchell, cofondateur de l'institut

L'Institute of Noetic Sciences (IONS) a été cofondé en 1973 par l'ancien astronaute Edgar Mitchell et l'investisseur Paul N. Temple pour encourager et conduire une recherche sur les potentiels humains. Les programmes de l'institut incluent « l'amélioration des capacités humaines », « la santé intégrale et la guérison, » et « l'émergence de visions mondiales. »
Cette recherche inclut des sujets tels que la rémission spontanée, la méditation, la conscience, les pratiques de médecine non conventionnelle, la spiritualité, le potentiel humain, les capacités psychiques et la survie de la conscience après la mort physique, parmi d'autres.
Le siège de l'organisation est basé à Petaluma (Californie), situé sur un campus de 80 hectares qui abrite des bureaux, un laboratoire de recherche, et un centre de retraite. À l'origine, il s'agit du campus de World College West.